# Deutsch-Amerikanische Petroleum Gesellschaft
Die Esso Deutschland GmbH ist ein in Deutschland aktives Mineralölunternehmen und eine Tochtergesellschaft des US-amerikanischen ExxonMobil-Konzerns.
Das deutsche Esso-Tankstellennetz wird seit 2018 von EG Group betrieben.

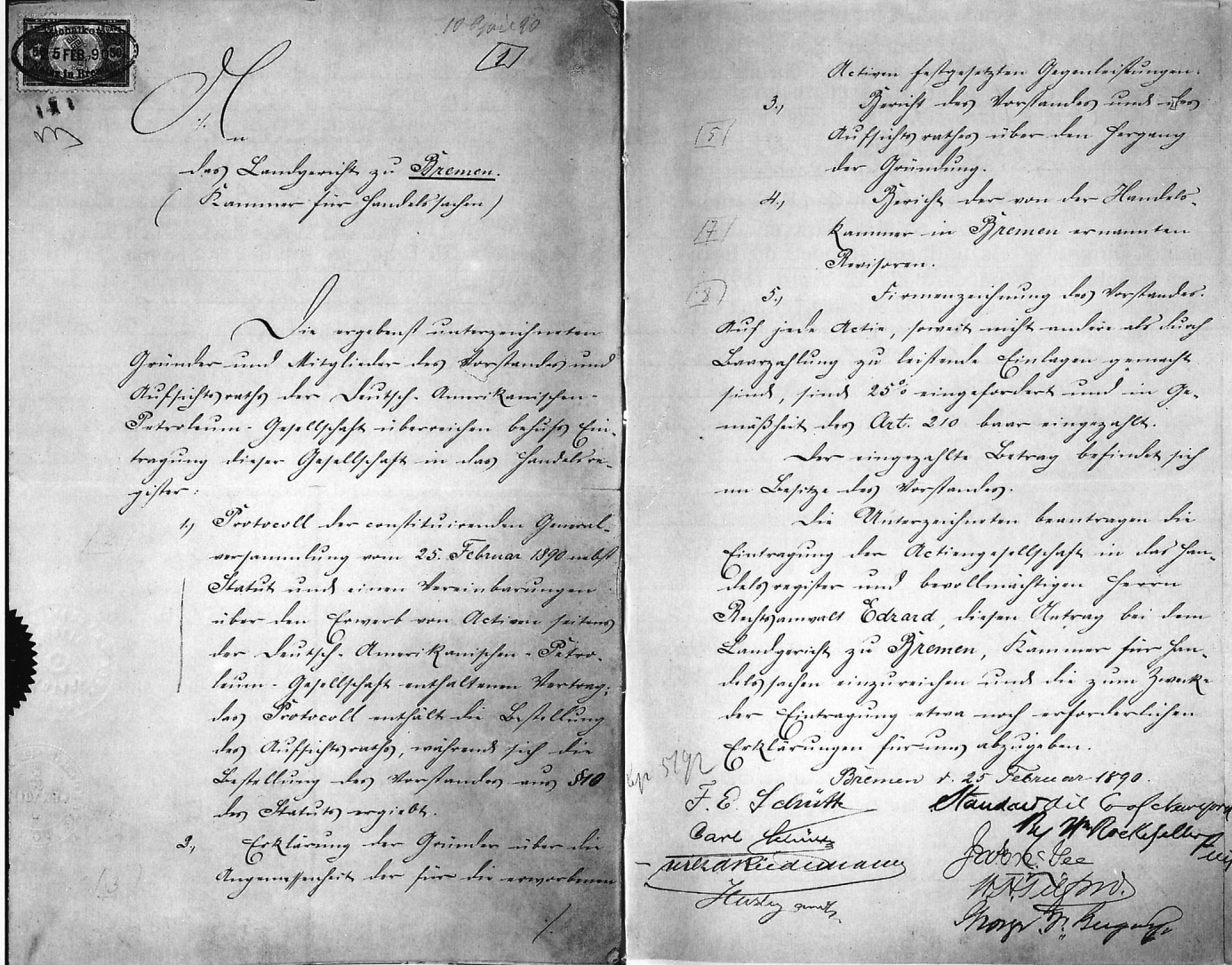
Gründungsurkunde der DAPG 1890

## Geschichte

DAPOL-Emailschild

Die Entwicklung der Kraftstoffmarken

Das Unternehmen wurde als Deutsch-Amerikanische Petroleum Gesellschaft (DAPG) am 25. Februar 1890 in Bremen als gemeinsames Unternehmen von den deutschen Kaufleuten Franz Ernst Schütte, Carl Schütte und Wilhelm Anton Riedemann sowie dem US-Amerikaner John D. Rockefeller von Standard Oil gegründet, um das Petroleumgeschäft der Standard Oil in Deutschland zu betreiben.
1891 ging das Petroleumimportgeschäft von Edmund Siemers auf die DAPG über. Mitte der 1890er Jahre übernahm die DAPG die Hälfte der Aktien der Bremer Petroleum-Raffinerie (später Mineralöl-Raffinerie vorm. August Korff).
Anfang des 20. Jahrhunderts wurde das Petroleum unter der Marke DAPOL und das (amerikanische) Benzin unter DAPOLIN mit einem Indianerkopf-Logo verkauft. 1904 übernahm die Standard Oil Company 50 Prozent der Anteile an der Gesellschaft und verlegte den Sitz des Unternehmens nach Hamburg.
Nachdem der Benzol-Verband 1924 durch Beimischung von Benzin zu seinem Benzol ein Super-Benzin (Bibo-Gemisch) entwickelt hatte, versetzte ein Liefertauschabkommen mit der DAPG diese in die Lage, durch Beimischung von etwa 40 % Benzol ebenfalls ein klopffesteres Super-Benzin anzubieten: Duolin, das ab September 1928 als rot eingefärbtes Esso verkauft wurde. Dem Dapolin wurden zur Klopffestigkeitserhöhung 10 % Benzol beigemischt.
Die Tankschiff-Reederei der DAPG firmierte 1928 in die Waried Tankschiff Rhederei um.
Während der Weltwirtschaftskrise gingen die Anteile von MAN und Haniel an der Oelhag vollständig an die DAPG und Rhenania-Ossag. Auch ARCO gab so viele Anteile ab, dass die drei Unternehmen zu jeweils einem Drittel Anteilseigner wurden.
1930 trat in Deutschland die Bezugsverordnung von Kartoffel-Spiritus zu Treibstoffzwecken für alle Treibstofffirmen in Kraft. Jeweils 2,5 Gewichtsprozente der produzierten oder eingeführten Treibstoffmenge waren von der Reichsmonopolverwaltung zu beziehen. Diese Quote erhöhte sich bis Oktober 1932 schrittweise auf 10 Prozent.

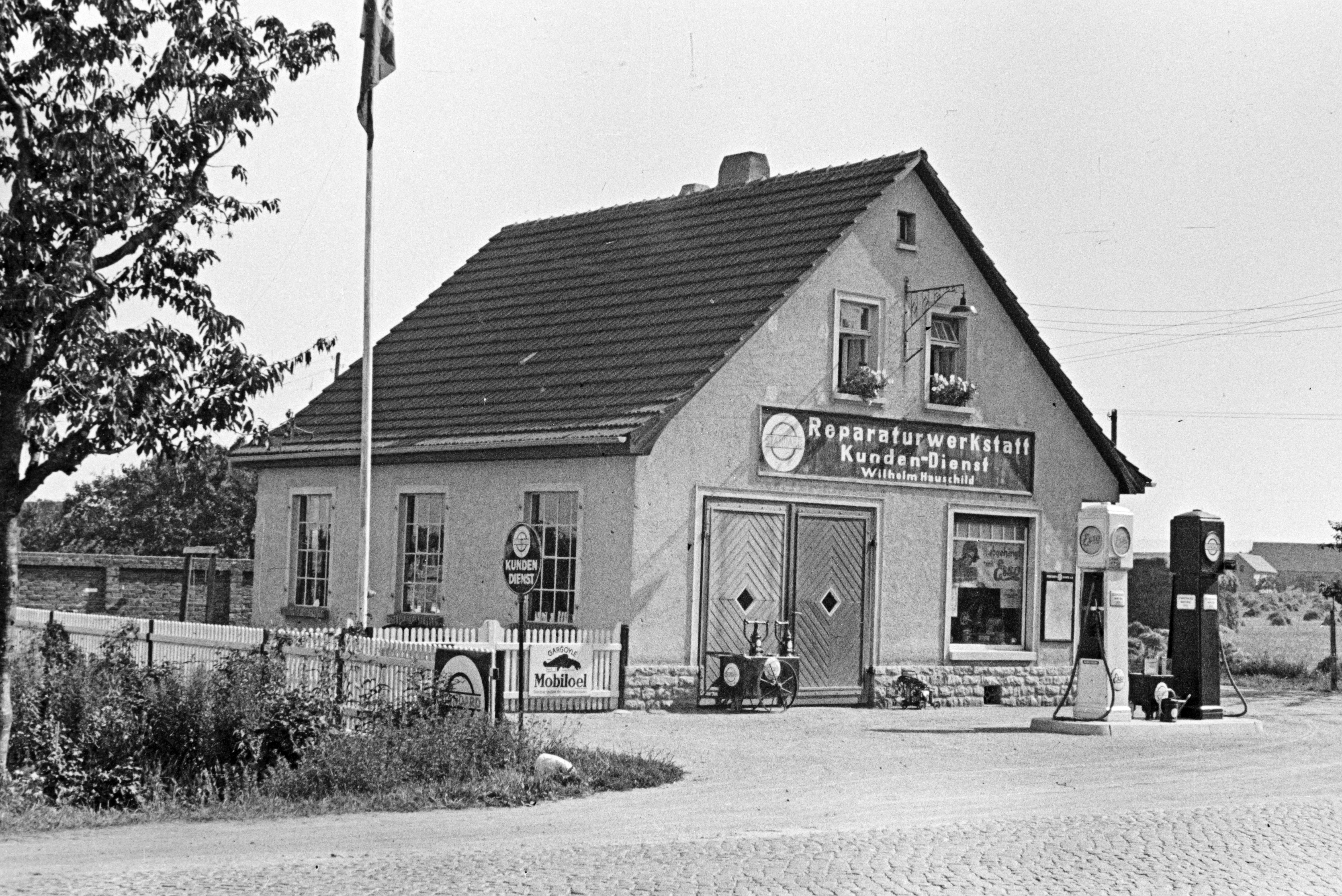
Werkstatt mit Esso- und Dapolin-Zapfsäule (Anfang der 1930er Jahre)

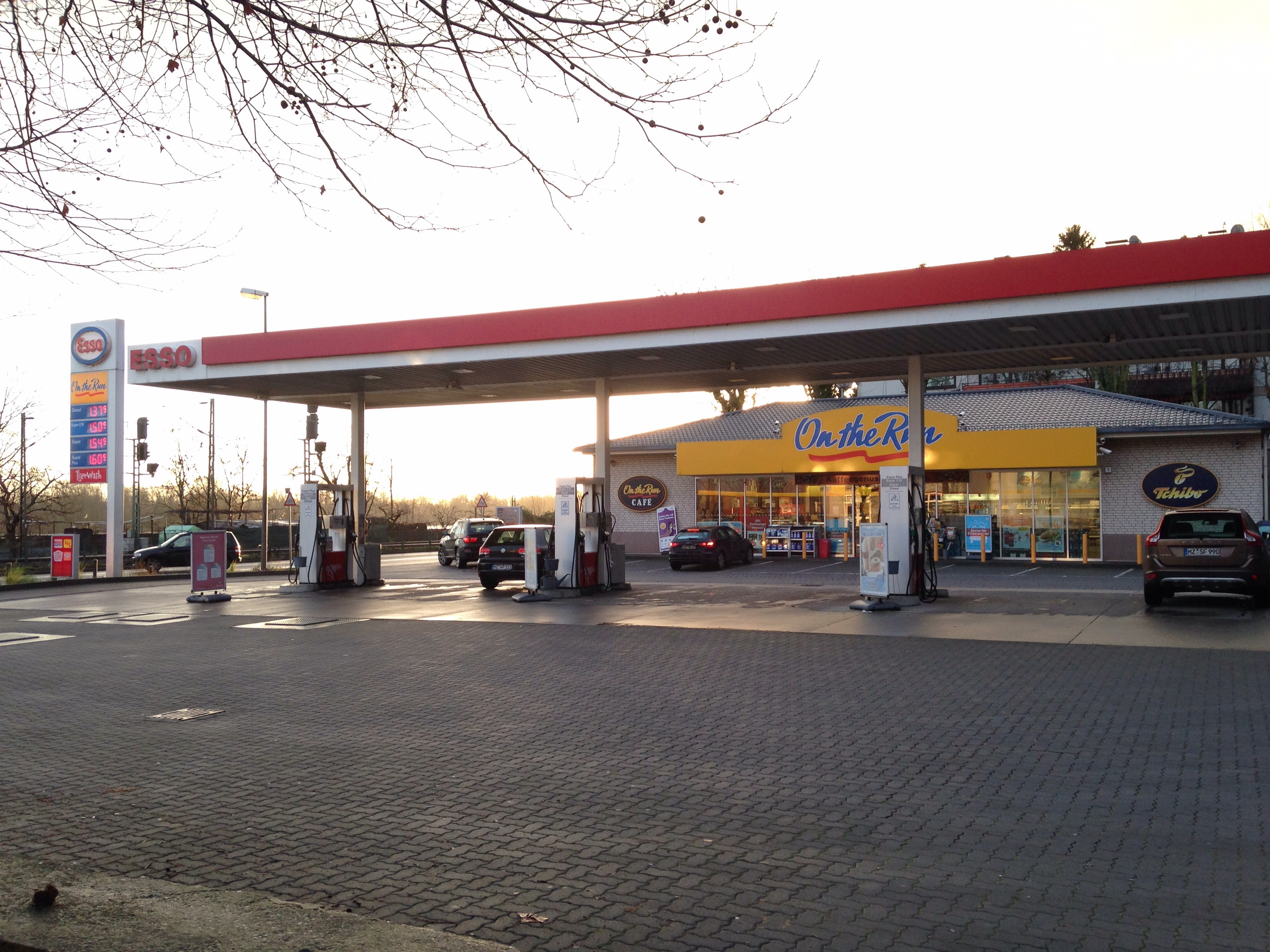
Esso-Tankstelle (2014)

Am 6. Juni 1931 wurde Dapolin in Standard Benzin umbenannt.
1935 war die DAPG in Deutschland Marktführer unter den Großen Fünf Tankstellenketten mit 18.327 Zapfstellen (32,7 %) sowie gleichauf mit der Rhenania-Ossag mit einer Absatzquote von 20,9 %.
Dabei sind ESS-O die phonetisch ausgesprochenen Anfangsbuchstaben von Standard Oil.
1938 übernahmen die DAPG und Rhenania-Ossag mit Hilfe ihrer nicht ausführbaren Devisenreserven die Oelhag je zur Hälfte komplett. Zu diesem Zeitpunkt besaß die Standard Oil of New Jersey 94 Prozent der Anteile an der DAPG. Infolge des Anschlusses von Österreich 1938 und der folgenden Neuordnung der dortigen Industrie wurde die Vacuum Oel AG in Wien nebst ihrer Raffinerie in Kagran der DAPG zugeordnet.
Mit der Umstellung auf die Kriegswirtschaft im September 1939 wurden alle Mineralölvertriebsgesellschaften in der Arbeitsgemeinschaft Mineralölverteilung (AMV) zusammengefasst und nur noch markenloses Benzin verkauft. Die DAPG galt weiterhin als „deutsches Unternehmen“, stand auf der Liste der Rüstungsunternehmen und erhielt bevorzugt Materialkontingentierungen. Zwei Direktoren des Unternehmens, Karl Lindemann und Emil Helfferich, waren Mitglied im Keppler-Kreis, mit Beitragszahlungen bis 1944.
Die DAPG betrieb eine Raffinerie in Bremen. Weiterhin bestanden unter anderem ab 1938 Beteiligungen an der Hydrierwerke Pölitz AG in Pölitz bei Stettin (zusammen mit der I.G. Farben und der Rhenania-Ossag).
Die DAPG wurde 1950 in Esso AG umbenannt und 1999 in die Esso Deutschland GmbH umgewandelt.
Seit 1. Oktober 2018 gehört das deutsche Tankstellennetz der britischen EG Group von Mohsin Issa, die sie unter der Firma Echo Tankstellen GmbH betreibt.

## Schiffe
Die folgende Aufzählung enthält einige der Tankschiffe, welche für die Tankschiff-Reederei der DAPG im Einsatz waren:
- Standard (gebaut 1890)
- August Korff (Tankdampfer, gebaut 1894 bei Joh. C. Tecklenborg); erster auf einer deutschen Werft gebauter Tankdampfer
- Hagen (gebaut 1913); erster Seetanker mit Dieselmotor
- Jupiter (gebaut 1914); war zur Indienststellung größter Tanker der Welt